# Darius Skusevičius

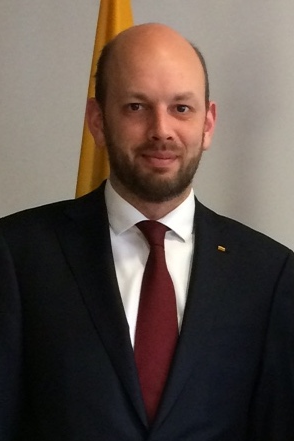
Darius Skusevičius (2017)

Darius Skusevičius (* 7. August 1983 in Vilnius) ist ein litauischer Diplomat und Politiker (Vizeminister).

## Leben
Nach dem Abitur an der  Mittelschule Vilnius  absolvierte er von 2002 bis 2006  das Bachelorstudium Programmsysteme an der Vilniaus universitetas, von 2009 bis 2012  das Bachelorstudium der Business Management und Administration an der ISM University of Management and Economics in Vilnius
sowie von 2012 bis 2014 das Masterstudium der Politikwissenschaften an der  Vilniaus universitetas.
Von 2001 bis 2003 arbeitete er als  Informatik-Spezialist bei Lietuvos metrologijos inspekcija. Von 2004 bis 2005 war er   Präsident der Studentenvertretung der Vilniaus universitetas und von 2005 bis 2007  Vizepräsident von Lietuvos studentų atstovybių sąjunga. Von 2006 bis 2008 leitete er als  Direktor die Nacionalinė jaunimo ir studentų agentūra. Von 2007 bis 2009 war er oberster  Spezialist bei Jaunimo reikalų departamentas am Sozialministerium Litauens und von 2010 bis 2011  Direktor von VšĮ „Vilnijos verslo inkubatorius“. Von 2009 bis 2012 war er Gehilfe von  Europaparlament-Mitglied Justas Paleckis im Büro Vilnius. Von 2007 bis 2013   leitete er als  Direktor das Savivaldos plėtros institutas.
Von 2011 bis 2015  war er Mitglied im Rat der Rajongemeinde Šalčininkai. Von 2013 bis 2015 war er  Berater des Ministers Linas Linkevičius im Außenministerium Litauens.
Von 2015 bis 2016 war er Ministerberater in der litauischen Vertretung bei EU.  Seit dem 11. Januar 2017 ist er Stellvertreter des Außenministers Linas Linkevičius (im Kabinett Skvernelis).
Er ist Mitglied von Lietuvos socialdemokratų partija.
Er spricht englisch, polnisch, französisch, russisch.
Er ist verheiratet.